# Armando Obispo
Armando Maria Obispo ('s-Hertogenbosch, 5 maart 1999) is een Nederlands voetballer die doorgaans als verdediger speelt. Hij stroomde in 2016 door vanuit de jeugdopleiding van PSV.

## Clubcarrière

#### PSV Eindhoven
Obispo groeide op in Boxtel, waar hij in de jeugd speelde voor LSV en ODC. Hij begon in 2006 in de F-jeugd bij PSV en doorliep er de gehele jeugdopleiding. Obispo maakte op 16 september 2016 zijn debuut in het betaald voetbal. Hij speelde die dag met Jong PSV een wedstrijd in de Eerste divisie thuis tegen FC Dordrecht, die zijn ploeggenoten en hij met 3–2 wonnen. Obispo speelde de gehele wedstrijd. Coach Dennis Haar benoemde hem in augustus 2017 tot aanvoerder van Jong PSV. De ontwikkeling van Obispo, die in het bezit van een aflopend contract was, was ondertussen ter ore gekomen van diverse buitenlandse clubs, terwijl ook Ajax interesse toonde. In november 2017 tekende Obispo een vernieuwd contract bij PSV tot medio 2021. Trainer Phillip Cocu hevelde hem op 29 januari 2018 officieel over naar de selectie van het eerste elftal. Hij maakte op 17 maart 2018 zijn debuut in het eerste elftal van PSV, tijdens een met 3–0 gewonnen competitiewedstrijd thuis tegen VVV-Venlo. Hij kwam die dag in de 87e minuut in het veld als vervanger van Nicolas Isimat-Mirin. PSV werd dit seizoen kampioen. 

#### Verhuur aan Vitesse
Obispo kwam in het seizoen 2018/19 niet aan bod in het eerste elftal. Door een wijziging in de reglementen mocht hij na wedstrijden op de bank bij de hoofdmacht datzelfde weekend niet meer spelen voor Jong PSV. Daardoor bleven zijn speelminuten een jaar lang beperkt. PSV verhuurde Obispo gedurende het seizoen 2019/20 aan Vitesse, de nummer vijf van de Eredivisie in het voorgaande seizoen. Obispo maakte op zaterdag 3 augustus zijn debuut voor zijn tijdelijke nieuwe werkgever, toen hij in basis begon in een competitiewedstrijd tegen Ajax (2–2). Hij had dat seizoen zowel onder coach Leonid Sloetski als diens opvolger Edward Sturing een stabiele basisplaats en speelde uiteindelijk 26 competitieduels voor Vitesse.

###### Seizoen 2020/21
Voor het seizoen 2020/21 keerde Obispo terug bij PSV. 
In het seizoen 2020/21 speelde Obispo voor Jong PSV 4 wedstrijden en voor het eerste elftal van PSV slechts 5 wedstrijden.

###### Seizoen 2021/22
In het hierop volgende seizoen kwam Obispo tot 27 wedstrijden voor het eerste elftal waarvan hij een keer scoorde. PSV won de Johan Cruijff schaal en de KNVB Beker dat seizoen. 

###### Seizoen 2022/23
In het seizoen 2022/23 won Obispo de KNVB Beker en de Johan Cruijff Schaal. Hij speelde 23 wedstrijden en scoorde 3 keer. 

###### Seizoen 2023/24
In het seizoen 2023/24 werd Obispo kampioen met PSV en won hij de Johan Cruijff schaal. Hij speelde 9 wedstrijden.

###### Seizoen 2024/25
In het hierop volgende seizoen werd Obispo weer kampioen en speelde 20 wedstrijden waarin hij eenmaal trefzeker was.

## Clubstatistieken
| Seizoen     | Club        | Competitie     | Competitie | Competitie | Beker | Beker | Internationaal | Internationaal | Totaal | Totaal |
| Seizoen     | Club        | Competitie     | Wed.       | Dlp.       | Wed.  | Dlp.  | Wed.           | Dlp.           | Wed.   | Dlp.   |
| ----------- | ----------- | -------------- | ---------- | ---------- | ----- | ----- | -------------- | -------------- | ------ | ------ |
| 2016/17     | Jong PSV    | Eerste divisie | 3          | 0          | 0     | 0     | —              | —              | 3      | 0      |
| 2017/18     | Jong PSV    | Eerste divisie | 21         | 2          | 0     | 0     | —              | —              | 21     | 2      |
| 2018/19     | Jong PSV    | Eerste divisie | 12         | 0          | 0     | 0     | —              | —              | 12     | 0      |
| 2020/21     | Jong PSV    | Eerste divisie | 4          | 0          | 0     | 0     | 0              | 0              | 4      | 0      |
| Club totaal | Club totaal | Club totaal    | 40         | 2          | 0     | 0     | 0              | 0              | 40     | 2      |

| Seizoen     | Club        | Competitie  | Competitie | Competitie | Beker | Beker | Internationaal | Internationaal | Totaal | Totaal |
| Seizoen     | Club        | Competitie  | Wed.       | Dlp.       | Wed.  | Dlp.  | Wed.           | Dlp.           | Wed.   | Dlp.   |
| ----------- | ----------- | ----------- | ---------- | ---------- | ----- | ----- | -------------- | -------------- | ------ | ------ |
| 2017/18     | PSV         | Eredivisie  | 2          | 0          | 0     | 0     | 0              | 0              | 2      | 0      |
| 2018/19     | PSV         | Eredivisie  | 0          | 0          | 1     | 0     | 0              | 0              | 1      | 0      |
| 2019/20     | → Vitesse   | Eredivisie  | 26         | 0          | 2     | 0     | —              | —              | 28     | 0      |
| 2020/21     | PSV         | Eredivisie  | 5          | 0          | 0     | 0     | 0              | 0              | 5      | 0      |
| 2021/22     | PSV         | Eredivisie  | 17         | 1          | 2     | 0     | 8              | 0              | 27     | 1      |
| 2022/23     | PSV         | Eredivisie  | 15         | 2          | 0     | 0     | 9              | 1              | 23     | 3      |
| 2023/24     | PSV         | Eredivisie  | 4          | 0          | 0     | 0     | 2              | 0              | 6      | 0      |
| Club Totaal | Club Totaal | Club Totaal | 43         | 3          | 3     | 0     | 19             | 1              | 65     | 4      |
| Totaal      | Totaal      | Totaal      | 69         | 3          | 5     | 0     | 19             | 1              | 93     | 4      |

Bijgewerkt op 26 februari 2024

## Interlandcarrière
Obispo maakte deel uit van alle Nederlandse nationale jeugdteams vanaf Nederland –15. Hij nam met Nederland −19 deel aan het EK –19 van 2017.

## Erelijst
| Eredivisie           | 3x | 2017/18, 2023/24, 2024/25 |
| KNVB Beker           | 2x | 2021/22, 2022/23          |
| Johan Cruijff Schaal | 3x | 2021, 2022, 2023          |